# Aeroportul Syangboche
Aeroportul Syangboche (IATA: SYH, ICAO: VNSB) este un aeroport din Khumbu Pasanglhamu⁠(d), Solukhumbu District⁠(d), Koshi Province⁠(d), Nepal ce deservește zona Namche Bazaar⁠(d).
Situat la o altitudine de 3.780 m, aeroportul dispune de 1 pistă.

## Infrastructură

### Piste
Aeroportul dispune de o singură pistă. Pista are orientarea 13/31. 